# Росас, Рауль (младший)
Рауль Хильберто Росас Риос-младший (исп. Raúl Gilberto Rosas Rios Jr.; род. 8 октября 2004 года, Кловис, Нью-Мексико, США) — американский боец мексиканского происхождения, выступающий под эгидой UFC в легчайшей весовой категории.

## Биография
Рауль Росас-младший родился 8 октября 2004 года в Соединенных Штатах Америки, в городе Кловис, штат Нью-Мексико. Роса Санчес и Рауль Росас-старший — его родители —- иммигрировали туда из района Мехико Ицтапалапы.
У него есть сестра по имени Роса Росас. Рауль мексиканец по национальности и исповедует католицизм.
В настоящее время Рауль проживает в городе Санта-Роза, Калифорния со своими родителями.

## Титулы и достижения
Ultimate Fighting Championship
- Обладатель премии «Выступление вечера» (трижды) против Джей Перина, Терренса Митчелла и Рикки Туриоса

## Статистика в MMA
| Боёв 12  | Побед 11 | Поражений 1 |
| -------- | -------- | ----------- |
| Нокаутом | 2        | 0           |
| Сдачей   | 6        | 0           |
| Решением | 3        | 1           |

| Результат | Рекорд | Соперник                   | Способ                 | Турнир                                                        | Дата             | Раунд | Время | Место                  | Примечание                            |
| --------- | ------ | -------------------------- | ---------------------- | ------------------------------------------------------------- | ---------------- | ----- | ----- | ---------------------- | ------------------------------------- |
| Победа    | 11-1   | Винс Моралес               | Единогласное решение   | UFC on ESPN: Морено vs. Эрцег                                 | 29 марта 2025    | 5     | 5:00  | Мехико, Мексика        |                                       |
| Победа    | 10-1   | Аожи Цилэн                 | Единогласное решение   | UFC 306                                                       | 14 сентября 2024 | 3     | 5:00  | Парадайс, Невада, США  |                                       |
| Победа    | 9-1    | Рикки Туриос               | Сдача (удушение сзади) | UFC on ESPN: Каннонир vs. Имавов                              | 8 июня 2024      | 2     | 2:22  | Луисвилл, Кентукки     | «Выступление вечера» (3)              |
| Победа    | 8-1    | Терренс Митчелл            | TKO (удары)            | UFC Fight Night: Грассо vs. Шевченко 2                        | 16 сентября 2023 | 1     | 0:54  | Лас-Вегас, Невада, США | «Выступление вечера» (2)              |
| Поражение | 7-1    | Кристиан Родригез          | Единогласное решение   | UFC 287                                                       | 8 апреля 2023    | 3     | 5:00  | Майями, Флорида        |                                       |
| Победа    | 7-0    | Джей Перрин                | Сдача (удушение сзади) | UFC 282                                                       | 10 декабря 2022  | 1     | 2:24  | Лас-Вегас, Невада, США | Дебют в UFC; «Выступление вечера» (1) |
| Победа    | 6-0    | Мандо Гутьеррес            | Единогласное решение   | Dana White's Contender Series - Contender Series 2022: Week 9 | 20 сентября 2022 | 3     | 5:00  | Лас-Вегас, Невада, США |                                       |
| Победа    | 5-0    | Андрес Портокарреро Пинеда | TKO (удары)            | UWC Mexico 35 - Luna vs. Campos                               | 24 июня 2022     | 1     | 2:11  | Тихуана, Мексика       |                                       |
| Победа    | 4-0    | Хосе Пеналозе              | Сдача (удушение сзади) | UWC Mexico 34 - Carvalho vs. Camilo                           | 27 мая 2022      | 2     | 2:25  | Тихуана, Мексика       |                                       |
| Победа    | 3-0    | Франциско Вильянуэла       | Сдача (Армбар)         | UWC Mexico 33 - Sabori vs. Rodriguez                          | 29 апреля 2022   | 1     | 2:07  | Тихуана, Мексика       |                                       |
| Победа    | 2-0    | Джоэл Пена                 | Сдача (Армбар)         | UWC Mexico 32 - Sanchez vs. Valencia                          | 25 марта 2022    | 1     | 0:54  | Тихуана, Мексика       |                                       |
| Победа    | 1-0    | Эдуардо Веласкез           | Сдача (удушение сзади) | UWC Mexico 30 - Leyva vs. Galera                              | 26 ноября 2021   | 1     | 1:01  | Тихуана, Мексика       | Дебют в легчайшем весе.               |